# Fenestellidium
Genre
Fenestellidium est un genre de coléoptères de la famille des Ptiliidae.

## Liste des espèces
Selon Catalogue of Life (17 mars 2021) :
- Fenestellidium canfordanum Darby, 2011
- Fenestellidium capense Grebennikov, V. V., 2009
- Fenestellidium kakamegaense Grebennikov, V. V., 2009

## Publication originale
Le nom scientifique complet (avec auteur) de ce taxon est Fenestellidium Grebennikov, 2009. La publication originale :
- Grebennikov, V.V, « Discheramocephalini, a new pantropical tribe of featherwing beetles (Coleoptera: Ptiliidae): description of new taxa and phylogenetic analysis. », Systematic entomology, no 34(1),‎ 2009, p. 113–136 (DOI 10.1111/j.1365-3113.2008.00444.x)